# Campeonato Mundial de Triatlo de 2000
O Campeonato Mundial de Triatlo de 2000 foi a 12.ª edição do evento máximo do triatlo. Aconteceu em [Perth, Austrália no dia 30 de abril, organizado pela International Triathlon Union (ITU). 

## Resultados
| Evento    | Ouro                       | Prata                       | Bronze                      |
| --------- | -------------------------- | --------------------------- | --------------------------- |
| Masculino | Olivier Marceau · França   | Peter Robertson · Austrália | Craig Walton · Austrália    |
| Feminino  | Nicole Hackett · Austrália | Carol Montgomery · Canadá   | Michellie Jones · Austrália |